# Zorocrates mistus
Zorocrates mistus is een spinnensoort uit de familie Zoropsidae. De soort komt voor in Mexico.